# Executive Office of the President of the United States

Siegel des Executive Office

Logo des White House Office

Das Executive Office of the President of the United States (EOP), kurz Executive Office (deutsch etwa US-Präsidialamt), ist eine Behörde, die dem Präsidenten der Vereinigten Staaten direkt zuarbeitet und berät, sowie ihn in seinen exekutiven Aufgaben unterstützt. Das deutsche Pendant ist das Bundeskanzleramt.
Geschaffen wurde sie durch den Reorganization Act of 1939, ein Bundesgesetz, sowie im Detail durch Franklin D. Roosevelts Executive Order 8248 rund fünf Monate später, im September 1939. Seither hat sich die Anzahl der Abteilungen und Mitarbeiter stark erhöht.
Die Behörde wird geleitet vom Stabschef des Weißen Hauses (Chief of Staff), der auch Teil des Kabinetts ist. Diese Position wird unter Präsident Donald Trump seit Februar 2025 von Susie Wiles übernommen. Sie leitet auch das White House Office, das eine Abteilung innerhalb des Executive Office ist und die engsten Mitarbeiter des Präsidenten im West Wing umfasst.
Die Mitglieder des Executive Offices führen den Titel Special Assistant to the President und müssen, anders als Kabinettsmitglieder, nicht vom Senat bestätigt werden. Ihnen ist meist jeweils eine eigene Abteilung oder sogar ganze Behörde zugeordnet, welche sie in ihrer Arbeit unterstützt. Weitere Berater werden teilweise zur Umsetzung der politischen Prioritäten und Projekte des aktuellen Präsidenten besetzt und scheiden auch mit ihm gemeinsam aus dem Amt.
Das EOP hat seinen Hauptsitz im Eisenhower Executive Office Building, das neben dem Weißen Haus in Washington D.C. liegt.

## Mitglieder
Das EOP hat unter Präsident Donald Trump (Stand: Februar 2025[veraltet]4) folgende Mitglieder:
| Titel                                                               | Amtsinhaber                     | Abteilung                                         |
| ------------------------------------------------------------------- | ------------------------------- | ------------------------------------------------- |
| White House Chief of Staff                                          | Susie Wiles                     | White House Office                                |
| National Security Advisor                                           | Michael Waltz                   | National Security Council                         |
| Homeland Security Advisor                                           | Stephen Miller (Politikberater) | Homeland Security Council                         |
| Chairman of the White House Council of Economic Advisers            | Stephen Miran (nominiert)       | Council of Economic Advisers                      |
| Chairman of the Council on Environmental Quality                    | Vakant                          | Council on Environmental Quality                  |
| White House Chief Usher                                             | Robert B. Downing               | Executive Residence Staff and Operations          |
| Executive Secretary of the National Space Council                   | Chirag Parikh                   | National Space Council                            |
| Chairman of the President's Intelligence Advisory Board             | Admiral Sandy Winnefeld         | President's Intelligence Advisory Board           |
| Director of the Office of Administration                            | Dave Nobel                      | Office of Administration                          |
| Director of the Office of Management and Budget                     | Russell Vought                  | Office of Management and Budget                   |
| Director of National Drug Control Policy                            | Vakant                          | Office of National Drug Control Policy            |
| National Cyber Director                                             | Sean Cairncross (nominiert)     | Office of the National Cyber Director             |
| Director of the Office of Science and Technology Policy             | Vakant                          | Office of Science and Technology Policy           |
| United States Trade Representative                                  | Jamieson Greer (nominiert)      | Office of the United States Trade Representative  |
| Assistant to the President and Chief of Staff to the Vice President | Jacob Reses                     | Office of the Vice President of the United States |

### Unterabteilungen des White House Office
- Office of the Chief of Staff
- Counselor to the President
- Office of the White House Counsel
- Office of the White House Press Secretary
- Special Presidential Envoy for Climate
  - Office on Clean Energy Innovation and Implementation
- National Climate Advisor
  - Office of Domestic Climate Policy
- White House Cabinet Secretary
  - Office of Cabinet Affairs
- Domestic Policy Council
  - Office of National AIDS Policy
  - Office of Faith-based and Neighborhood Partnerships
  - Office of Social Innovation and Civic Participation
- Assistant to the President for Economic Policy
  - National Economic Council
  - White House Coordinator for CHIPS Implementation
- Office of the First Lady
- Office of Intergovernmental Affairs
- Office of Gun Violence Prevention
- Office of Communications
- White House Director of Speechwriting
  - Office of Speechwriting
- Office of Digital Strategy
- Gender Policy Council
- Office of Legislative Affairs
- Office of Management and Administration
  - White House Visitors Office
- Office of the National Security Advisor
- Office of Pandemic Preparedness and Response Policy
- Office of Political Strategy and Outreach
- Office of Presidential Personnel
- Office of Public Engagement
- Office of Scheduling and Advance
- Office of the Staff Secretary
  - Office of Presidential Correspondence
  - Office of the Executive Clerk
  - Office of Records Management
- Oval Office Operations
- White House Fellows
- White House Military Office
  - Marine Helicopter Squadron One (HMX-1)
  - Presidential Airlift Group
  - White House Communications Agency
  - White House Medical Unit
  - White House Mess
  - White House Sentries
  - White House Transportation Agency
  - Naval Support Facility Thurmont (Camp David)

## Whitehouse.gov
Die Domain whitehouse.gov wird für die Internetpräsenz des Executive Office genutzt. Mit der Amtsübernahme Barack Obamas wurden die whitehouse.gov-Inhalte unter eine Creative-Commons-Lizenz gestellt, soweit sie nicht ohnehin als Werke von US-Beamten gemeinfrei waren. Vor der Amtsübernahme durch Donald Trump wurden die Webseiten als obamawhitehouse.archives.gov archiviert.